# ディル・セ 心から
『ディル・セ 心から』（Dil Se, ヒンディー語: दिल से, ウルドゥー語: دل سے, 英語: From the Heart ）は マニラトナム監督のヒンディー語映画である。タミル語では Uyire（உயிரே） 、 テルグ語 では Prema Tho という題名で公開された。

## ストーリー
ラジオ局ディレクターのアマルはある日、駅で列車待ちをしていると、たたずむ1人の女性に一目ぼれする。メグナと名乗る彼女を追ううちに、アマルは彼女の仲間という連中からリンチを受けてしまう。彼らはインドからの分離独立を目指すテロ組織で、メグナもその一員だったのだ。
数日後、突然メグナがアマルの家に現れ、仕事と家を提供してほしいと懇願する。とまどいながらも、アマルは自宅の一室とラジオ局の臨時雇いの職をメグナに与えた。だが、それはすべてある式典でテロを決行するための作戦だったのだ。アマルもふとした事からメグナの真の姿を知る。
式典の会場でメグナを見つけ出したアマルは、彼女の口から苦難の半生を知る。爆弾を直接体に巻きつけたメグナは、アマルと固く抱擁したまま、スイッチを入れた。

## キャスト
- アマル：シャー・ルク・カーン
- メグナ：マニーシャ・コイララ
- プリティ：プリーティ・ジンタ
- シュクラ：ラグビール・ヤーダヴ
- テロリスト：サンジャイ・ミシュラー